# Vinho de sobremesa

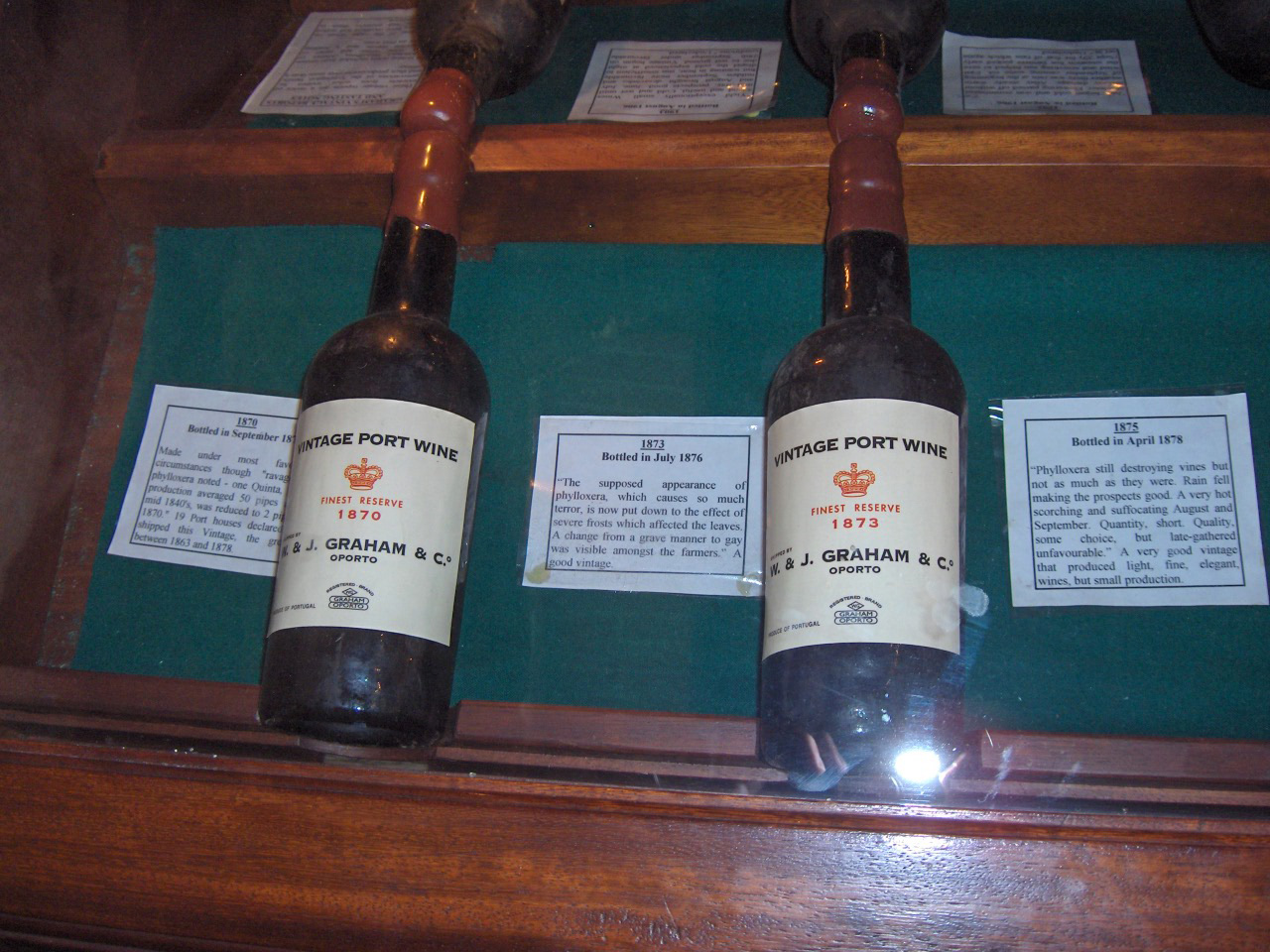
Antigas garrafas de Vinho do Porto (1870 e 1873)

Vinhos de sobremesa são aqueles vinhos servidos tipicamente com sobremesas, embora possam ser saboreados sozinhos, isto é sem o acompanhamento de comida. São freqüentemente vinhos doces tais como os Muscat e Sauternes, Tokaji Aszú, Eiswein, Gewürztraminer, Spätlese, Auslese, Beerenauslese, Bermet, Trockenbeerenauslese e Commandaria ou vinhos fortificados tais como o xerez, Porto e o vin doux naturel. Com frequência, tais vinhos são muito doces e as pessoas não costumam consumi-los em grandes quantidades. Por esta razão, vinhos de sobremesa são populares em garrafas pequenas, de 375 ml.
Não existe uma definição simples de um vinho de sobremesa. No Reino Unido, um vinho de sobremesa é considerado qualquer vinho doce bebido com uma refeição, em oposição ao vinho branco fortificado.
Legalmente, nos Estados Unidos, vinho de sobremesa é um vinho com teor alcoólico de 14º ou maior. Historicamente, estes vinhos eram fortificados, visto que o teor dos vinhos de mesa girava em torno de 12,5º. Com uma grande ênfase em frutas maduras, muitos vinhos secos não fortificados, particularmente Zinfandels, atingem 15º ou mais e por conseguinte são considerados legalmente como vinhos de sobremesa e sobretaxados. Contudo, outros vinhos de sobremesa têm um nível alcoólico muito menor. Por exemplo, muitos vinhos de sobremesa alemães atingem somente 7-8º.
A despeito do seu nome, muitos destes vinhos não são particularmente apropriados para consumo com sobremesas, mas sozinhos ou com alimentos picantes, tais como foie gras. Adicionalmente, vinhos de sobremesa podem ser consumidos com pudim, posto que se imagina que eles acentuem o sabor. Vinhos doces deste tipo são freqüentemente servidos como sobremesa.
Como os vinhos brancos, vinhos de sobremesa brancos são geralmente servidos resfriados. Vinhos de sobremesa tintos são servidos a temperatura ambiente ou levemente resfriados. Vinhos de sobremesa são bons especialmente com doces e frutas frescas.